# Gasthaus Zum Schloss (Atzelsberg)

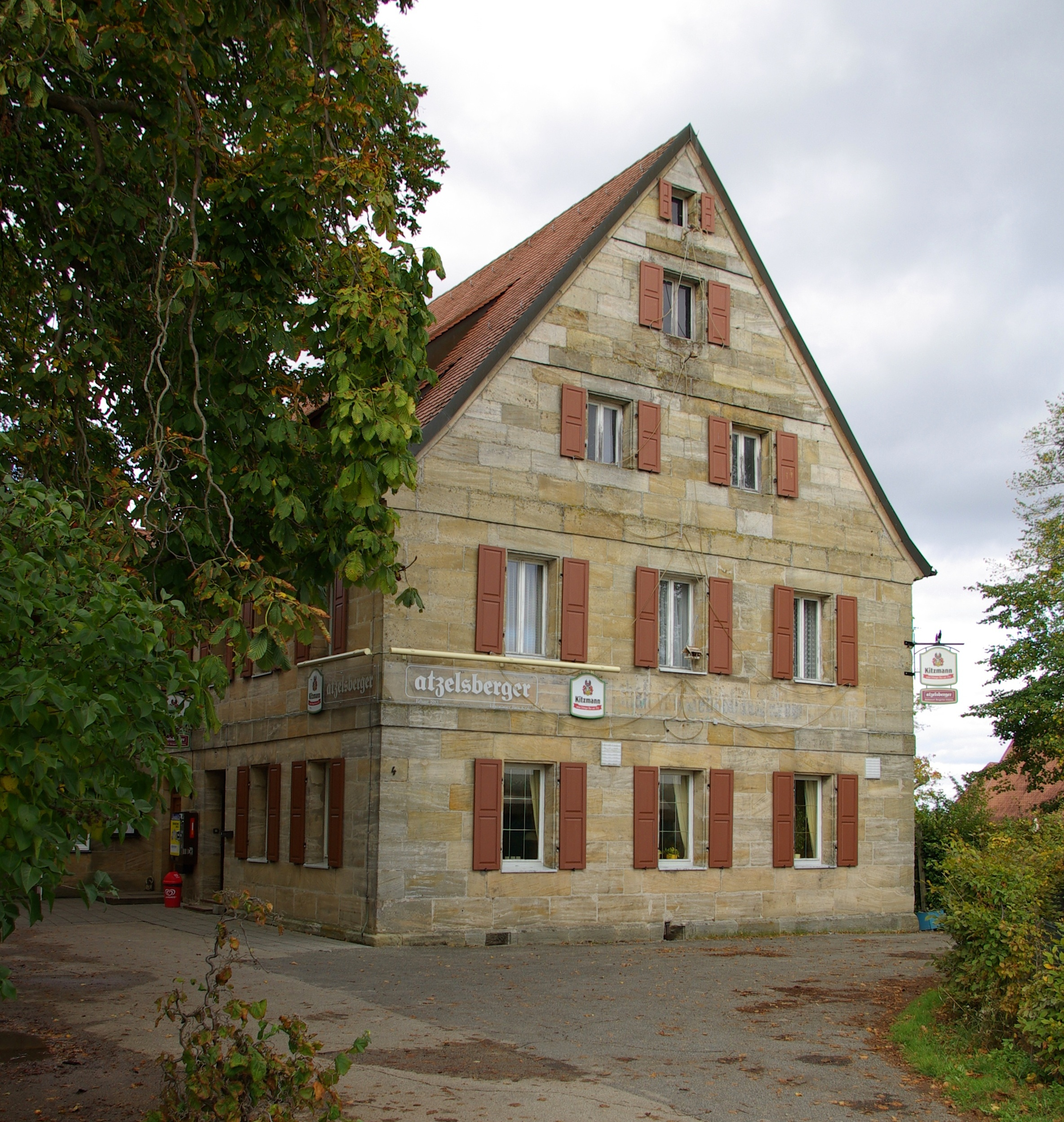
Ehemaliges Gasthaus Zum Schloss in Atzelsberg (2011)

Das Gasthaus Zum Schloss in Atzelsberg, einem Gemeindeteil von Marloffstein im mittelfränkischen Landkreis Erlangen-Höchstadt in Bayern, wurde Mitte des 19. Jahrhunderts errichtet. Das ehemalige Gasthaus mit der Adresse Atzelsberg 4 ist ein geschütztes Baudenkmal.
Der zweigeschossige Sandsteinquaderbau besitzt drei zu fünf Fensterachsen. Der dazugehörige verputzte Stadel stammt aus der ersten Hälfte des 19. Jahrhunderts.